# T.J. Holyfield
Timothy Holyfield, detto T.J. (Albuquerque, 22 settembre 1995), è un cestista statunitense.

## Biografia
È il fratello minore di Michael Holyfield, anch’egli cestista.

## Carriera
Dopo aver trascorso la carriera universitaria tra SFA Lumberjacks e TTU Red Raiders, il 20 maggio 2020 firma il primo contratto professionistico con il Kauhajoen Karhu. Il 16 giugno 2021 si trasferisce all'EWE Oldenburg, con cui si lega con un biennale.